# Варіація показів
Варіація показів  — абсолютна різниця між показами приладу в одній і тій же точці діапазону за плавного підходу до цієї точки зі сторони менших та більших значень вимірюваної фізичної величини:
{\displaystyle W=x\downarrow -x\uparrow },
де {\displaystyle W} - варіація показів приладу в певній точці діапазону приладу;
{\displaystyle x\downarrow } - покази приладу в цій точці діапазону за плавного підходу до цієї точки зі сторони більших значень;
{\displaystyle x\uparrow } -  покази приладу в цій точці діапазону за плавного підходу до цієї точки зі сторони менших значень.
Для ряду приладів, зокрема тих, що мають деформаційний чутливий елемент (манометри з трубкою Бурдона, торсійні ваги з плоскою пружиною тощо), є нормованою метрологічною характеристикою.
Варіація показів виникає через наявність на статичній характеристиці чутливого елемента приладу гістерезису. ЇЇ не слід плутати з розмахом показів, який є характеристикою випадкової похибки приладу і проявляється в мінливості його показів під час багаторазового вимірювання навіть постійної в часі величини.
Наявність гістерезису призводить до того, що вихідний сигнал (покази приладу) залежить не тільки від розміру вимірюваної фізичної величини, але і від напряму та швидкості її зміни безпосередньо перед вимірюванням. Таким чином, гістерезис може бути причиною як випадкової, так і систематичної похибки в залежності від того, випадковими чи систематичними є відмінності напряму та зміни фізичної величини. За випадкових змін напряму та швидкості установлення фізичної величини перед вимірюванням похибка через гістерезис буде випадковою. Якщо напрям і швидкість установлення фізичної величини від вимірювання до вимірювання повторюються, але не збігаються з напрямком і швидкістю її зміни під час градуювання засобу вимірювальної техніки, то похибка через гістерезис буде систематичною. Якщо напрямок і швидкість зміни фізичної величини під час градуювання засобу і під час його використання однакові, через гістерезис похибка не виникає взагалі. 